# Першино (Вологодская область)
Першино — упразднённая в 2021 году деревня в Белозерском районе Вологодской области России. Входила в состав Шольского сельского поселения, с точки зрения административно-территориального деления — в Шольский сельсовет.

## География
Расположен в северо-западной части региона.
Расстояние по автодороге до районного центра Белозерска — 99 км, до центра муниципального образования села Зубово — 4 км. Ближайшие населённые пункты — Гаврино, Максимово, Смолино.

## История
Упразднена 27 мая 2021 года, согласно Постановлению Правительства Вологодской области от 17.05.2021 № 530 «Об изменениях в административно-территориальном устройстве Белозерского района Вологодской области»

## Население
По данным переписи в 2002 году постоянного населения не было.

## Инфраструктура
Было личное подсобное хозяйство.

## Транспорт
Просёлочные дороги. 